# Mitsuki Tanimura
Mitsuki Tanimura (Tanimura Mitsuki?; Osaka, 18 giugno 1990) è un'attrice e doppiatrice giapponese.
Ha cominciato giovanissima a recitare, nel 2002, per farsi poi subito apprezzare come interprete sia di pellicole cinematografiche che di dorama. Lavora anche come doppiatrice.

## Filmografia

### Cinema
- Kanaria, regia di Akihiko Shiota (2004)
- Tokyo Zombie (Tôkyô zonbi), regia di Sakichi Satō (2005)
- Warau Mikaeru, regia di Issei Oda (2006)
- Yubisaki, regia di Isao Yukisada (2006)
- Umi to yuuhi to kanojo no namida sutoroberi firuzu, regia di Takafumi Ohta (2006)
- Red Letters, regia di Seiji Chiba (2006)
- Ginga tetsudô no yoru, regia di Masatoshi Akihara e Kagaya Yutaka (2006)
- Tsumi no yohaku (罪の余白), regia di Yuki Otsuka (2015)
- Kanojo wa uso o aishisugiteru (2013)
- Hidamari no kanojo (2013)
- Gyakuten saiban (2012)
- Sono Yoru no Samurai (2012)
- Juusan-nin no Shikaku (2010)
- Box! (2010)
- Oniichan no hanabi (2010)
- Hottarake no Shima Haruka to Maho no Kagami (2009)
- Summer Wars (2009)
- Kanikosen (2009)
- Otonari (2009)
- Umi no Ue no Kimi wa, Itsumo Egao (2009)
- Pieces of Love (2008)
- Shiawase de Aru yo ni (2008)
- Kodomo no Kodomo (2008)
- Orochi (2008)
- God's Puzzle (2008)
- Shinizoku Nai no Ao (2008)
- Real Onigokko (2008)
- Chacha Tengai no Onna (2007)
- Moryo no Hako (2007)
- Koiji Monogatari -each little thing- (2007)
- Lemon no Koro (2007)
- Sakai-ke no Shiawase (2006)
- Kazoku no Hiketsu (2006)

### Televisione
- Algernon ni hanataba o (2015)
- Platinum Town (WOWOW, 2012)
- Honjitsu wa Taian Nari (NHK, 2012)
- Hungry! (Fuji TV, 2012, epi 4)
- Zouka no Mitsu (WOWOW, 2011)
- Majutsu wa Sasayaku (Fuji TV, 2011)
- Yotsuba Jinja Ura Kagyo Shitsuren Hoken~Kokuraseya (YTV, 2011, ep1)
- Strawberry Night SP (Fuji TV, 2010)
- Mori no Asagao (TV Tokyo, 2010)
- Team Medical Dragon/Iryu 3 (2010)
- Kokoro no Ito (NHK, 2010)
- Hissatsu Shigotonin 2010 SP (TV Asahi, 2010)
- Yatsura wa Tabun Uchuujin! (BS Fuji, 2010)
- Real Clothes (Fuji TV, 2009, ep11)
- Samurai High School (NTV, 2009, epi 3,9)
- Dareka ga Uso wo Tsuiteiru (Fuji TV, 2009)
- Koi no Kara Sawagi Drama Special Love Stories VI (NTV, 2009)
- MW Dai-0-sho (NTV, 2009)
- Ikemen Sobaya Tantei (NTV, 2009)
- Mei-chan no Shitsuji (Fuji TV, 2009)
- Hissatsu Shigotonin 2009 (TV Asahi, 2009)
- Torihada 4 (Fuji TV, 2008)
- Fujiko F. Fujio no Parallel Space Sei-Chikyu Ron (WOWOW, 2008)
- Cat Street (NHK, 2008)
- Taiyō to umi no kyōshitsu (Fuji TV, 2008)
- Torihada 3 (Fuji TV, 2008)
- Pandora (WOWOW, 2008)
- Isshun no Kaze ni Nare (Fuji TV, 2008)
- Benkyo Shiteitai! (NHK, 2007, epi 2-3)
- Watashitachi no kyōkasho (Fuji TV, 2007)
- Torihada (Fuji TV, 2007)
- Kanojo to no Tadashii Asobikata (TV Asahi, 2007)
- Hitoribocchi no Kimi e (MBS, 2007)
- 14 sai no haha (NTV, 2006)
- Machiben (NHK, 2006, ep5-6)
- Seibutsu Suisei WoO (NHK, 2006)
- Sokoku (WOWOW, 2005)
- Honto ni Atta Kowai Hanashi 2 Mado ni Utsuru Shojo (Fuji TV, 2004, ep6)
- Honto ni Atta Kowai Hanashi SP Hitoribocchi no Shojo (Fuji TV, 2004)
- Manten (NHK, 2002-2003)